# Egea (Huesca)
Egea (Eixea o Ixea en aragonés) es una localidad española y capital administrativa del municipio de Valle de Lierp, en la provincia de Huesca, Aragón.

## Toponimia
Según dice Moisés Selfa Sastre el topónimo es de origen vasco y procede del vocablo etxa que significa «casa», además justifica que por la diferencia dialectal entre la pronunciación de «ch» en la parte occidental del territorio vasco, y «x» en la parte oriental, empezó a pronunciarse «g» que llegó a la forma actual.

## Historia
La primera mención data de 1007 en un contrato de donación autorizado por Galindo abad del monasterio de Obarra donde es mencionado por el topónimo de Sxechari. En documentos más próximos es mencionado como Exea o Eixea.

## Demografía
| Gráfica de evolución de Egea entre 2000 y 2020 |
|                                                |
| Población según el INE en 2020.                |

## Fiestas

### Primavera
- 5 de febrero, en honor a Santa Águeda.
- 13 de junio, romería en honor a San Antonio.

### Verano
- 29 de junio, romería en honor a San Pedro.
- 2 de julio, romería en honor a la Virgen del Pueyo.
- 8 y 9 de septiembre, fiesta mayor, pero actualmente se celebra en la penúltima semana de agosto.[7]

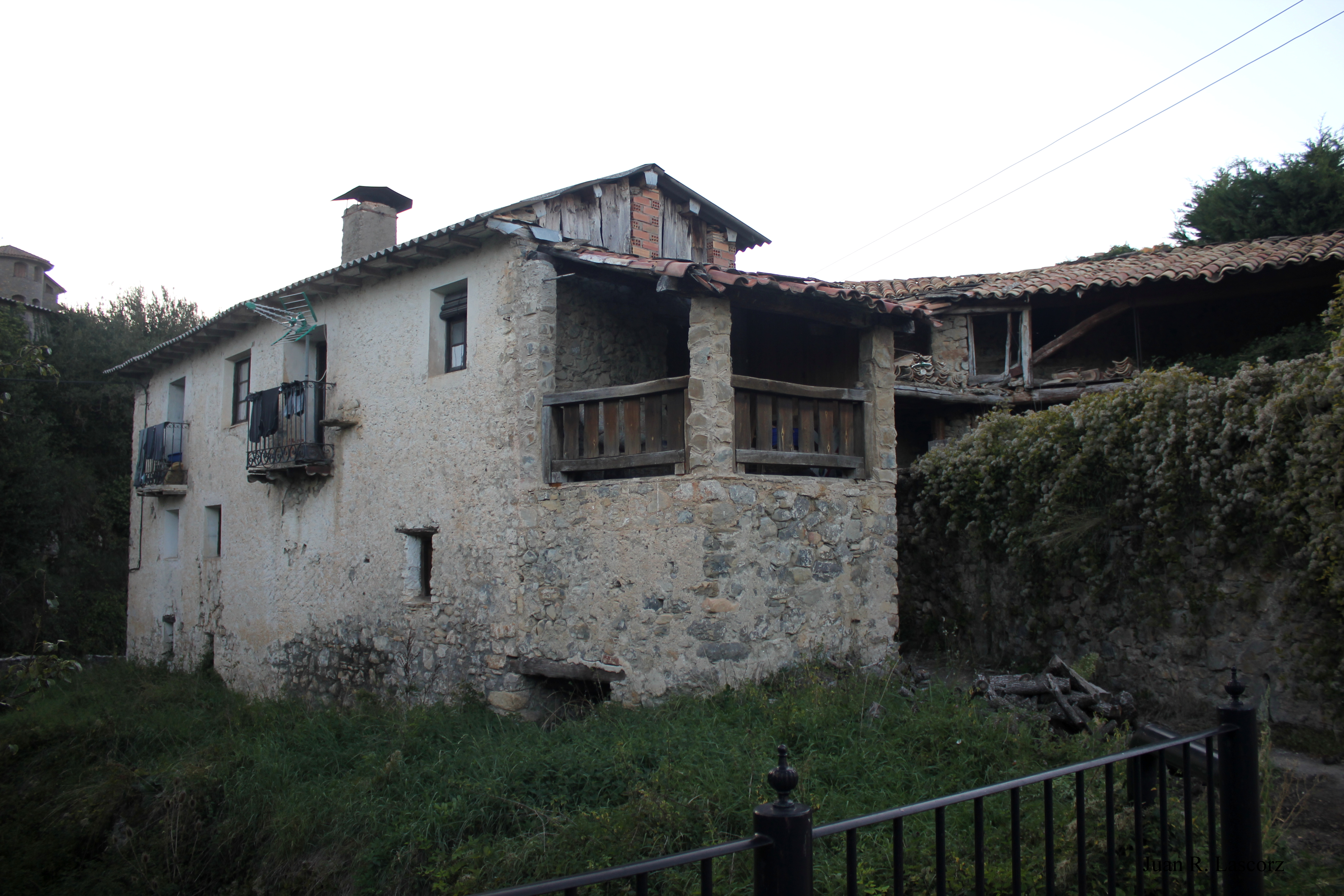
Vista de casa Albañil.

## Lugares de interés
- Iglesia parroquial de San Esteban, de origen románico y añadidos del s.xvi.
- Ermita de San Antonio de Padua, reconstruida.
- Ermita de Santa Magdalena.[4]

## Lengua
Al igual que en gran parte de la Franja de Aragón se habla una transición entre el aragonés y catalán con sus vocablos propios.